# NGC 6686
NGC 6686 este o galaxie situată în constelația Lira. A fost descoperită în 29 mai 1887 de către Edward D. Swift⁠(d).